# Piwdennoukrajinśk
Piwdennoukrajinśk (ukr. Південноукраїнськ, do 2024 Jużnoukrajinśk) – miasto na Ukrainie w obwodzie mikołajowskim. Ośrodek przemysłu spożywczego. Niedaleko na wschód od miasta leży Południowoukraińska Elektrownia Jądrowa.

## Historia
Miejscowość została założona w 1975 roku, prawa miejskie posiada od 1987. Od 2013 roku miasto partnerskie Bełchatowa.
Według danych ukraińskich z 2001 roku 66,52% mieszkańców posługiwało się językiem ukraińskim jako ojczystym, 31,37% rosyjskim, a 0,24% mołdawskim.
W mieście działa Stowarzyszenie Polaków „Polonia".

## Ludzie związani z Piwdennoukrajinskiem
Urodzili się
- Hanna Dzerkal (ur. 1987) – ukraińska pływaczka, specjalizująca się w stylu klasycznym i zmiennym[5];
- Jełyzaweta Serwatynska (ur. 1997) – ukraińska fotoreporterka[6].